# Stowarzyszenie Obrony Praw Ojca
Stowarzyszenie Obrony Praw Ojca – polskie stowarzyszenie, działające od 1987 roku, kiedy to zostało zarejestrowane w Sądzie Wojewódzkim w Warszawie w Wydziale Cywilnym i Rejestrowym.
Stowarzyszenie stawia sobie za cel organizację pomocy prawnej dla uzyskania respektowania praw ojców, a w szczególności prawa do kontaktów z dziećmi, opieki nad nimi, równych praw ojców w sprawach alimentacyjnych i majątkowych po orzeczonej separacji czy rozwodzie. 
Stowarzyszenie uważa, że w Polsce nagminne są przypadki łamania praw ojców przez organy powołane do strzeżenia prawa - sądy, prokuratury, policję i inne organy władzy.
Nagłaśnia takie przypadki w mediach i dąży do podjęcia szerokiej debaty społecznej na temat dyskryminacji mężczyzn.
Problemy te jak również działalność SOPO zostały przedstawione w filmie Macieja Ślesickiego "Tato"